# Alnmouth
Alnmouth est un village d’Angleterre dans le Northumberland, à 6 kilomètres au Sud-Est d'Alnwick, à l'embouchure de l'Aln.

## Histoire
Alnmouth fut un port important d'exportation de grains.